# Mauricio Montiel Figueiras
Mauricio Montiel Figueiras (Guadalajara, estado de Jalisco, México 1968), narrador, ensayista, poeta y traductor mexicano.

## Biografía
Mauricio Montiel Figueiras (Guadalajara, Jalisco, México, 1968) ha publicado cuento, poesía, ensayo, crónica, entrevista, traducción y crítica literaria y cinematográfica en los principales diarios y revistas de México. Ha sido editor de revistas y suplementos culturales y coordinador editorial del Museo Nacional de Arte en la Ciudad de México, donde radica desde 1995. Textos suyos han aparecido en medios de Argentina, Brasil, Canadá, Chile, Colombia, Estados Unidos, España, Inglaterra e Italia.
Ha colaborado como editor en las revistas Biblioteca de México y Cambio, y en suplementos culturales como Nostromo de Siglo 21, Crónica Dominical de La Crónica de Hoy y sábado de unomásuno. Actualmente es colaborador de las revistas Letras Libres y Día Siete, columnista del suplemento Crónica Cultural, columnista del periódico El Universal (México), secretario de redacción de la revista M. Museos de México y el mundo. Desde 2011 trabaja en el proyecto novelístico El hombre de tweed a través de la plataforma electrónica Twitter, donde maneja las cuentas @Elhombredetweed y @LamujerdeM.
Se ha desempeñado como editor de revistas y suplementos culturales y como coordinador editorial del Museo Nacional de Arte en la Ciudad de México, donde radica desde 1995. Ha obtenido, entre otros reconocimientos, el Premio Nacional de Poesía Joven Elías Nandino (1993) y el Premio Latinoamericano de Cuento Edmundo Valadés (2000). Ha sido becario del Fondo Nacional para la Cultura y las Artes (1993-1994 y 2001-2002); del Centro de Escritores “Juan José Arreola” (1999-2000);  de la Fundación Rockefeller, que en 2008 le concedió una residencia en The Bellagio Study and Conference Center (Bellagio, Italia), y de The Hawthornden Retreat for Writers (Midlothian, Escocia), que en 2012 lo recibió como escritor residente. En 2004 ingresó al Sistema Nacional de Creadores de Arte. Coordinador Nacional de Literatura del Instituto Nacional de Bellas Artes, desde febrero de 2015.

## Premios
- Premio Nacional de Poesía Joven «Elías Nandino» (1993).
- Premio Latinoamericano de Cuento «Edmundo Valadés» (2000).
- Premio Nacional de Cuento Corto Eraclio Zepeda (2020).

## Poesía
- Mirando cómo arde la amarga ciudad (1994).
- Oscuras palabras para escuchar a Satie (1995).

## Narrativa
- Donde la piel es un tibio silencio (1992).
- Páginas para una siesta húmeda (1992).
- Insomnios del otro lado (1994).
- La penumbra inconveniente (Acantilado, Barcelona, 2001).
- La piel insomne (2002).
- Los animales invisibles (Universidad Autónoma Metropolitana, Ciudad de México, 2009).
- Señor Fritos (Sexto Piso, 2011).
- La mujer de M. (2012).
- Ciudad tomada (Editorial Almadía, Ciudad de México, 2013).
- Los que hablan. Fotorrelatos (Editorial Almadía, Ciudad de México, 2016).
- Siempre tendrán hambre las sombras (CONECULTA, Dirección de Publicaciones Tuxtla Gutiérrez, 2021).

## Antologías
- La X en la frente (1995).
- El Occidente de México cuenta (1995).
- Dispersión multitudinaria (1997).
- Una ciudad mejor que ésta (1999).
- Los mejores cuentos mexicanos, edición 2000 (2000).
- Se habla español. Voces latinas en USA (2000).
- Points of Departure. New Stories from Mexico (2001).
- Los mejores cuentos mexicanos, edición 2003 (2003).

## Ensayos
- Larga vida a la nueva carne (2003).
- La errancia: Paseos por un fin de siglo (Ediciones Cal y Arena, Ciudad de México, 2005). Reedición ampliada: Paseos sin rumbo: Diálogos entre cine y literatura (Fórcola Ediciones, Madrid, 2010).

- Terra cognita (Fondo de Cultura Económica, Ciudad de México, 2007).
- La brújula hechizada: Algunas coordenadas de la narrativa contemporánea (DGE Equilibrista, Ciudad de México, 2009).